# Марк Педуцей Стлога Присцин
Марк Педуцей Стлога Присцин (на латински: Marcus Peducaeus Stloga Priscinus) е политик и сенатор на Римската империя през 2 век. Произлиза от републиканска фамилия Педуции (Peducaei Priscini). Неговият баща Марк Педуцей Присцин е консул 110 г.
През 141 г. Стлога Присцин е консул заедно с Тит Хений Север. Вероятно след това той е проконсул на Азия.
Той осиновява Марк Педуцей Плавций Квинтил (консул 177 г.), който е роден син на Плавций Квинтил (консул 159 г.) и Цейония Фабия, дъщеря на Луций Елий Цезар и сестра на Луций Вер и се жени за Фадила, дъщеря на император Марк Аврелий.